# Acanthagrion
Acanthagrion – rodzaj ważek z rodziny łątkowatych (Coenagrionidae).

## Gatunki
Do rodzaju należą następujące gatunki:

- Acanthagrion abunae
- Acanthagrion adustum
- Acanthagrion aepiolum
- Acanthagrion amazonicum
- Acanthagrion apicale
- Acanthagrion ascendens
- Acanthagrion chacoense
- Acanthagrion chararum
- Acanthagrion cuyabae
- Acanthagrion descendens
- Acanthagrion dichrostigma
- Acanthagrion egleri
- Acanthagrion flaviae
- Acanthagrion floridense
- Acanthagrion fluviatile
- Acanthagrion franciscoi
- Acanthagrion gracile
- Acanthagrion hildegarda
- Acanthagrion indefensum
- Acanthagrion inexpectum
- Acanthagrion jessei
- Acanthagrion kaori
- Acanthagrion kennedii
- Acanthagrion lancea
- Acanthagrion latapistylum
- Acanthagrion longispinosum
- Acanthagrion marinae
- Acanthagrion minutum
- Acanthagrion obsoletum
- Acanthagrion peruanum
- Acanthagrion phallicorne
- Acanthagrion quadratum
- Acanthagrion rubrifrons
- Acanthagrion speculum
- Acanthagrion temporale
- Acanthagrion tepuiense
- Acanthagrion triangulare
- Acanthagrion trilobatum
- Acanthagrion truncatum
- Acanthagrion vidua
- Acanthagrion williamsoni
- Acanthagrion yungarum